# Georg Herman af Trolle
Georg Herman af Trolle, né le 28 octobre 1680 à Karlshamn et mort le 8 février 1765 à Stockholm, est un officier de marine danois, puis suédois.

## Biographie
De 1690 à 1704, il sert sur des navires marchands et de 1704 à 1710 sur des corsaires et des navires de guerre en Angleterre, en Hollande et en France. En 1710, il devient lieutenant dans la Marine royale danoise et, la même année, lieutenant-capitaine. En 1714, il entre au service de la Marine royale suédoise et est nommé capitaine de l'Amirauté. 
De 1718 à 1719, il commande le paquebot "Wachtmeister", qui est attaqué par sept navires russes lors d'un voyage en mer Baltique en 1719. Après que le commandant du navire, le capitaine Anton Johan Wrangel, a été blessé, af Trolle en prend le commandement, mais après neuf heures de combat, le Wachtmeister doit se rendre. af Trolle est emmené comme prisonnier de guerre en Russie et, refusant d'entrer au service des Russes, est envoyé en Sibérie, où il endure une captivité difficile jusqu'en 1721. Ce n'est qu'en 1722 qu'il rentre en Suède avec plusieurs de ses compagnons de captivité. 
Il est le capitaine du premier navire de la Compagnie suédoise des Indes orientales, le "Fredericus Rex Sueciae". Il part de Göteborg le 28 février 1732 de Göteborg et revient en août 1733 avec une riche cargaison. De 1739 à 1740, af Trolle est responsable des hangars à bateaux d'Öreskär et de Söderarm. En 1741, il est nommé commandant de l'escadron de Stockholm, puis participe à la Guerre russo-suédoise de 1741-1743 en tant que commandant de diverses forces navales. En 1754, il devient commandant et en 1758 schout-bij-nacht. Il est anobli en 1758. Il a participé au total à 14 campagnes navales.

## Sources
(sv) « Georg Herman af Trolle », Nordisk familjebok,‎ 1919 (lire en ligne)